# Лека, Жан-Филипп
Жан-Филипп Лека (фр. Jean-Philippe Lecat; 29 июля 1935[…], Дижон — 26 марта 2011[…], Клиши-ла-Гаренн) — французский политик, министр культуры (1978—1981).

## Биография
Родился 29 июля 1935 года в Дижоне, окончил Институт политических исследований в Париже и Национальную школу администрации. Избран в Национальное собрание Франции от департамента Кот-д’Ор при поддержке Союза демократов в поддержку республики по итогам парламентских выборов в июне 1968 года, состоявшихся после студенческих волнений в мае того же года и роспуска парламента. В 1972 году впервые получил правительственную должность — государственного секретаря при премьер-министре Жаке Шабан-Дельмасе, официального представителя правительства. Сохранил эту должность в следующем правительстве — Пьера Мессмера.
В 1973—1974 годах — министр информации.
В 1978—1981 годах — министр культуры и коммуникаций. Был назначен по инициативе президента Жискар д’Эстена, который впоследствии высоко ценил его деятельность, в том числе в области сохранения исторического наследия, организации музея Орсе, основания «научного городка» в парижском квартале Виллетт и реформирования Министерства культуры.
Скончался 26 марта 2011 года в Клиши.